# Keckiella rothrockii
Keckiella rothrockii är en grobladsväxtart som först beskrevs av Asa Gray, och fick sitt nu gällande namn av Richard Myron Straw. Keckiella rothrockii ingår i släktet Keckiella och familjen grobladsväxter. Utöver nominatformen finns också underarten K. r. jacintensis.